# Руда-Косьцельна
Руда-Косьцельна (пол. Ruda Kościelna) — село в Польщі, у гміні Цьмелюв Островецького повіту Свентокшиського воєводства.
Населення — 228 осіб (2011).

## Демографія
Демографічна структура на день 31 березня 2011 року:
|          | Загалом | Допрацездатний вік | Працездатний вік | Постпрацездатний вік |
| -------- | ------- | ------------------ | ---------------- | -------------------- |
| Чоловіки | 117     | 21                 | 83               | 13                   |
| Жінки    | 111     | 24                 | 58               | 29                   |
| Разом    | 228     | 45                 | 141              | 42                   |